# Vergleich (Recht)
Als Vergleich (ma. Mutsühne) bezeichnet man im deutschen Zivilrecht einen Vertrag, durch den ein Streit oder die Ungewissheit über ein Rechtsverhältnis, über das die Parteien verfügen können, im Wege gegenseitigen Verlassens der Extrempositionen und Kompromissfindung beseitigt wird. Die Legaldefinition findet sich in § 779 BGB.
Unter einem Rechtsverhältnis in diesem Sinne wird jede persönliche Beziehung oder die Beziehung einer Person zu einer Sache verstanden. Streit im Sinne der Norm besteht bei ausgetragenen unterschiedlichen Rechtsauffassungen. Mit der Einigung über die Rechtsfolge und dass der Streit beziehungsweise die Ungewissheit beigelegt sein sollen, wird der Vergleich geschlossen. Anfechtbarkeit der Vergleichsregelung besteht nach allgemeinen Regeln mit Ausnahme einer Irrtumsanfechtung, die sich auf einen der ursprünglich streitigen oder ungewissen Punkte des Vergleichs bezieht, also gerade Gegenstand des Vergleichs war.

## Prozessvergleich
Der Prozessvergleich (auch gerichtlicher Vergleich) wird zum Zwecke der gütlichen Beilegung eines bei Gericht anhängigen Rechtsstreits geschlossen und hat eine Doppelnatur: Er ist sowohl Prozesshandlung als auch materielles Rechtsgeschäft. Der Prozessvergleich muss zu richterlichem Protokoll genommen werden (§ 160 Abs. 3 Nr. 1 ZPO). Er beendet den Prozess und ist Vollstreckungstitel (§ 794 Abs. 1 Nr. 1 ZPO). Ein Rechtsstreit wird durch einen Prozessvergleich beendet und verliert damit seine Rechtshängigkeit. Ein Prozessvergleich entfaltet keine Rechtskraft.
Eine Mediation im Rahmen eines Güteverfahrens vor einer staatlich anerkannten Gütestelle bietet den Parteien die Möglichkeit, unter Vermittlung eines speziell ausgebildeten neutralen Dritten, des Mediators, eine interessengerechte, einvernehmliche und dauerhafte Konfliktlösung zu erarbeiten und mit einem Vergleich abzuschließen. Ziel der Verhandlungsführung ist es, Sach- und Beziehungsebene zu trennen, Interessen auszugleichen und Entscheidungsalternativen unter neutralen Beurteilungskriterien zu suchen, um so einen Gewinn für alle Beteiligten zu schaffen (win-win-solution). Kommt es zu einem Vergleich, wird dieser von der Gütestelle in einem schriftlichen Vertrag dokumentiert. Aus diesem kann gegebenenfalls wie aus einem Gerichtsurteil die Zwangsvollstreckung betrieben werden, § 794 Abs. 1 Nr. 1 ZPO. Die außergerichtliche Streitbeilegung vor einer staatlich anerkannten Gütestelle hilft den Parteien, Einigungsoptionen frühzeitig zu erkennen und ist eine wirtschaftlich vorteilhafte Alternative zu langwierigen und teuren Gerichtsprozessen mit meist ungewissem Ausgang.

## Außergerichtlicher Vergleich
Um die Kosten und den Aufwand eines drohenden Gerichtsverfahrens abzuwenden, können die streitenden Parteien auf verschiedene Weise versuchen, zu einer außergerichtlichen Einigung zu kommen.

### Alternative Streitbeilegungsmethoden
Verhindern Vorbehalte und persönliche Befindlichkeiten die Einigung der Parteien auf gewöhnliche Weise im direkten Gespräch, so kann versucht werden, mithilfe einer Mediation, einer Schlichtungsstelle, einer Schiedsstelle, einer Schiedsperson, eines Ombudsmanns, eines Ombudsrats oder einer Beratungsstelle zu einer Kompromisslösung zu gelangen.
Vermehrt werden auch Verfahren entwickelt, bei denen die Parteien versuchen, mit Unterstützung von Anwälten eine vorgerichtliche Einigung zu erzielen.
Im Familienrecht etwa wurde um 1990 in den USA das Verfahren der Kooperativen Praxis (engl. collaborative law) entwickelt.

### Vergleich im Rahmen einer Schuldnerberatung oder Verbraucherinsolvenz
Von einem Vergleich im Rahmen einer Schuldnerberatung spricht man, wenn sich der Schuldner mit den Gläubigern auf Grundlage der Zahlungsfähigkeit eines Haushaltes und/oder Person auf einen Abzahlungsplan einigt, der die Schulden bei den einzelnen Gläubigern in der Regel nur zu einem Teil deckt. Bei regelmäßigen, zuverlässigen Zahlungen des Schuldners bis zum Ende der geplanten Abzahlung des Abzahlungsplanes an die Gläubiger geben sich die Gläubiger mit einem Teil der Forderung zufrieden. Zahlt der Schuldner bis zum Ende dieser Vereinbarung, werden ihm auf privatrechtlicher Basis (BGB) die restlichen Forderungen erlassen. Dies muss in einem gesonderten Vertrag mit jedem Gläubiger vereinbart werden. Grundsätzlich ist dies mit jedem Gläubiger einzeln oder gemeinschaftlich möglich.
In der Verbraucherinsolvenz ist der Versuch einer außergerichtlichen Schuldenbereinigung durch Insolvenzvergleich obligatorisch. Der von den Gläubigern angenommene Schuldenbereinigungsplan hat die Wirkung eines Vergleichs im Sinne des § 794 Abs. 1 Nr. 1 ZPO (§ 308 Abs. 1 Satz 2 InsO).

## International
Im österreichischen Schuldrecht ist der Vergleich im Sinne des § 1380 ABGB eine besondere Art einer Novation; die zentrale Besonderheit besteht darin, dass die bisher (allenfalls) bestehende Verbindlichkeit, welche erlöschen soll, strittig oder zweifelhaft ist. Der Vergleich dient also der Bereinigung einer strittigen oder zweifelhaften Rechtslage. Im Gegensatz zur Grundform der Novation hängt die Entstehung der neuen Verbindlichkeit beim Vergleich nicht von der Existenz einer alten Verbindlichkeit ab (keine Akzessorietät); es ist auch nicht Voraussetzung, dass die neue Verbindlichkeit einen zur bisher bestehenden Verbindlichkeit abweichenden Inhalt aufweist.